# Estación de Manuel-L'Enova
Manuel-L'Enova es una antigua estación ferroviaria situada en el municipio español de Manuel cerca de Énova en la provincia de Valencia, Comunidad Valenciana. Se encuentra entre la calle Joan Moreno y la carretera CV-575, al sur del casco urbano.
Fue cerrada el 10 de julio de 2009 tras la apertura de la variante ferroviaria de Manuel y L'Enova.

## Historia
La estación fue inaugurada el 1 de julio de 1854 con la apertura del tramo Manuel-Carcagente de la línea que pretendía unir Valencia con Játiva. Las obras corrieron a cargo de la Compañía del Ferrocarril de Játiva a El Grao de Valencia. Posteriormente dicha compañía pasó a llamarse primero Compañía del Ferrocarril de El Grao de Valencia a Almansa y luego Sociedad de los Ferrocarriles de Almansa a Játiva y a El Grao de Valencia hasta que finalmente, en 1862 adoptó el que ya sería su nombre definitivo y por ende el más conocido: el de la Sociedad de los Ferrocarriles de Almansa a Valencia y Tarragona o AVT tras lograr la concesión de la línea que iba de Valencia a Tarragona. En 1941, tras la nacionalización del ferrocarril en España la estación pasó a ser gestionada por la recién creada RENFE. Dicha gestión duró hasta el 31 de diciembre de 2004 cuando RENFE fue dividida en Renfe Operadora y Adif, siendo esta última la nueva propietaria del recinto.
El 10 de julio de 2009 fue cerrada tras la apertura de la variante ferroviaria de Manuel y L'Enova. Todos sus servicio ferroviarios fueron derivados hacia la nueva estación de L'Enova-Manuel situada al sur de Énova por donde discurre el trazado ferroviario.